# الفرذخ
الفرذخ قرية تبعد 24 كم جنوب غرب معان في الأردن.  سميت بهذا الاسم نسبه لعين ماء اسمها الفرذخ وتعني وهي كلمة يونانية (المرأة الجميلة الضخمة) وتقع على تلال صغار ومحاطة بعدد من الجبال لذا كانت مكان حصين جغرافيا واستخدمها الرومان لحصانتها. بواقي القرية القديمة التي تقع قرب عين ماء الفرذخ تشهد على هذا.
فيها عيون ماء كثيرة وافرة: العنيق (تصغير عنق)، الدرباسة، أم نقاط، عين الفرذخ، عين ناصر، عين أبو العظام، عين الرويحة العليا، عين الرويحة السفلى وغيرها الكثير ومنها ما ضعف ومنها موسمي حسب سقوط الأمطار. في الفرذخ يقطن السلالمة وهم فخذ من المناجدة النعيمات. والسلالمة هم: الخطاطبة، البداهين، العوضات، الشتاتلة، الفزعات، العودات، الحجرين. تشتهر الفرذخ بالرغم من عدد سكانها القليل نسبيا بارتفاع نسبة حملة الشهادات الجامعية حيث سبقت مثيلاتها. من القرى في هذا المجال حيث يتنوع حملة الشهادات فيها على تخصصات مختلفة مثل الطب والهندسة والتخصصات العلمية والأدبية بشتى مجالاتها.